# Тайшетский район
Тайше́тский райо́н — административно-территориальное образование (район) и муниципальное образование (муниципальный район) в Иркутской области России.
Административный центр — город Тайшет.

## География
Площадь территории района составляет 27,8 тысяч кв км, с севера на юг район протянулся на 300 км, с запада на восток — на 250 км. Граничит на западе и севере с Красноярским краем, на северо-востоке — с Чунским, на юго-востоке и юге — с Нижнеудинским районами области.
Территория Тайшетского района расположена в западной части Иркутской области и входит в переходную зону от Среднесибирского плоскогорья к Восточному Саяну. В геологическом отношении территория Тайшетского района представляет древнее сравнительно плоское плато, расчленённое глубоко врезанными долинами рек Бирюсы, Тагул, Туманшет и их притоков.
Большая часть территории Тайшетского района покрыта заболоченной трудно-проходимой тайгой. Почвы подзолистые, серые лесные, болотные, пойменные, лугово-чернозёмные.
Климат Тайшетского района резко континентальный с суровой длинной зимой и жарким коротким летом. Зимой температура достигает −57 градусов, летом +40 градусов.
Природные ресурсы
Земельный фонд района — 2768,1 тысяч гектаров (3,7 % территории Иркутской области). Леса занимают 91 % территории района. Земли сельскохозяйственного назначения занимают 8,7 %, под водой находится 1,15 %, под болотами — 1,5 % территории. Непродуктивные земли занимают 1,4 % территории.
Сельскохозяйственные угодья в площади Тайшетского района занимают 4,3 %. Земельно-ресурсный потенциал района позволяет развивать многоотраслевое животноводство и хозяйство пригородного типа с пчеловодством.
Основным компонентом руд месторождения является тантал. Наряду с танталом руда содержит в промышленных концентрациях ниобий, олово, литий, рубидий, скандий и бериллий.
На территории района имеется крупное Суетихинское месторождение, для производства цемента — Венгерское с балансовыми запасами известняка 313 млн т и глины 54 тыс. т, для производства бетонов, строительных растворов — Костомаровское.
Лесосырьевые ресурсы Тайшетского района 454,6 млн кубометров, из них хвойные — 74,9 %. Основная порода — обыкновенная сосна, в Тайшетском лесхозе — сибирский кедр, пихта. Эксплуатационный запас 186,8 млн кубометров — 41,1 %, из них хвойных — 125,9 млн кубометров — 27,7 % общего запаса насаждений.

## История
Постановлением Сибирского революционного комитета от 13 марта 1924 года создана укрупненная Тайшетская волость (Тайшетский район).
С 4 августа 1920 года по 6 марта 1924 года Тайшетская волость входила в состав Тулунского уезда Иркутской губернии, с 19 марта 1924 года по 25 мая 1925 года — в состав Канского уезда Енисейской губернии. Постановлением ВЦИК от 25 мая 1925 года район вошёл в Канский округ Сибирского края. Эта дата считается днём образования Тайшетского района.
Постановлением ВЦИК и СНК СССР от 23 июля 1930 года ликвидированы округа и 30 июля 1930 был образован Восточно-Сибирский край.
С 5 декабря 1936 года — Тайшетский район Восточно-Сибирской области.
С 26 сентября 1937 года — Тайшетский район в составе Иркутской области.
В 1950-е годы в рамках постановления Совета Министров СССР от 17 января 1955 года «О наборе в Китайской Народной Республике рабочих для участия в коммунистическом строительстве и трудового обучения в СССР» на предприятиях и стройках района работали китайские рабочие.
17 апреля 1959 года к Тайшетскому району была присоединена часть территории упразднённого Алзамайского района, а 4 февраля 1960 года — Шиткинский район. Также 4 февраля 1960 года Тайшет получил статус города областного подчинения и был выведен из состава района.
16 декабря 2004 года законом Иркутской области был изменён статус и границы муниципальных образований Тайшетского района.
16 апреля 2025 года приняли решение о преобразовании с Тайшетского района на Тайшетский муниципальный округ с 15 мая 2025

## Население
| 1939    | 1959    | 1970    | 1979    | 1989    | 2002    | 2009    |
| ------- | ------- | ------- | ------- | ------- | ------- | ------- |
| 56 824  | ↗94 771 | ↘49 340 | ↘40 378 | ↘35 236 | ↗36 502 | ↘34 784 |
| 2010    | 2011    | 2012    | 2013    | 2014    | 2015    | 2016    |
| ↗79 519 | ↘79 270 | ↘77 921 | ↘77 069 | ↘76 247 | ↘75 499 | ↘74 881 |
| 2017    | 2021    |         |         |         |         |         |
| ↘74 188 | ↘72 030 |         |         |         |         |         |

## Муниципально-территориальное устройство
В муниципальный район входят 28 муниципальных образований, в том числе 6 городских поселений и 22 сельских поселения, а также межселенная территория без какого-либо статуса муниципального образования:
| №         | Муниципальное образование | Административный центр          | Количество населённых пунктов | Население (чел.) | Площадь (км²) |
| --------- | ------------------------- | ------------------------------- | ----------------------------- | ---------------- | ------------- |
| 1e-06     | Городские поселения       |                                 |                               |                  |               |
| 1         | Бирюсинское               | город Бирюсинск                 | 1                             | ↗8632            | 23,07         |
| 2         | Квитокское                | рабочий посёлок Квиток          | 7                             | ↘3268            | 1454,02       |
| 3         | Новобирюсинское           | рабочий посёлок Новобирюсинский | 1                             | ↘3489            | 1357,38       |
| 4         | Тайшетское                | город Тайшет                    | 1                             | ↗34 491          | 49,29         |
| 5         | Шиткинское                | рабочий посёлок Шиткино         | 4                             | ↘1599            | 1582,12       |
| 6         | Юртинское                 | рабочий посёлок Юрты            | 1                             | ↘5090            | 6,04          |
| 6.000002  | Сельские поселения        |                                 |                               |                  |               |
| 7         | Березовское               | село Березовка                  | 4                             | ↘1177            | 280,53        |
| 8         | Бирюсинское               | село Бирюса                     | 1                             | ↗537             | 48,26         |
| 9         | Борисовское               | село Борисово                   | 5                             | ↘845             | 117,76        |
| 10        | Бузыкановское             | село Бузыканово                 | 3                             | ↘426             | 868,29        |
| 11        | Венгерское                | посёлок Венгерка                | 5                             | ↘700             | 4135,00       |
| 12        | Джогинское                | село Джогино                    | 3                             | ↘1076            | 897,75        |
| 13        | Зареченское               | село Заречное                   | 6                             | ↘506             | 255,81        |
| 14        | Мирнинское                | село Мирный                     | 3                             | ↘1085            | 170,29        |
| 15        | Нижнезаимское             | село Нижняя Заимка              | 3                             | ↘431             | 570,14        |
| 16        | Николаевское              | село Николаевка                 | 2                             | ↗1003            | 450,43        |
| 17        | Полинчетское              | посёлок Полинчет                | 2                             | ↗455             | 3405,16       |
| 18        | Половино-Черемховское     | село Половино-Черемхово         | 7                             | ↘886             | 700,82        |
| 19        | Разгонское                | посёлок ж.д. ст. Разгон         | 2                             | ↘567             | 592,43        |
| 20        | Рождественское            | село Рождественка               | 2                             | ↘438             | 146,76        |
| 21        | Соляновское               | посёлок Соляная                 | 2                             | ↘988             | 3919,19       |
| 22        | Старо-Акульшетское        | село Старый Акульшет            | 3                             | ↗1326            | 146,33        |
| 23        | Тальское                  | село Талая                      | 3                             | ↘331             | 558,13        |
| 24        | Тамтачетское              | посёлок ж.д. ст. Тамтачет       | 2                             | ↘1642            | 1527,22       |
| 25        | Тимирязевское             | деревня Тимирязева              | 4                             | ↗439             | 444,47        |
| 26        | Черчетское                | село Черчет                     | 1                             | ↘360             | 203,03        |
| 27        | Шелаевское                | село Шелаево                    | 1                             | ↘640             | 316,17        |
| 28        | Шелеховское               | село Шелехово                   | 4                             | ↘1507            | 390,26        |
| 28.000003 |                           |                                 |                               |                  |               |
| 28.000004 | межселенная территория    |                                 | 0                             |                  | 3106,86       |

В октябре 2005 года с ликвидацией одноимённой деревни, было упразднено Патриханское муниципальное образование (сельское поселение). В декабре 2017 года были упразднены Брусовское, Екунчетское, Еланское муниципальные образования (сельские поселения), а входившие в их состав населённые пункты (посёлки Брусово, Екунчет, Колтоши, село Еланка) были включены в межселенную территорию.

### Населённые пункты
В Тайшетском районе 81 населённый пункт.
| №  | Населённый пункт   | Тип              | Население | Муниципальное образование                       |
| -- | ------------------ | ---------------- | --------- | ----------------------------------------------- |
| 1  | Авдюшино           | село             | ↘32       | Тимирязевское муниципальное образование         |
| 2  | Акульшет           | посёлок ж.д. ст. | ↘136      | Старо-Акульшетское муниципальное образование    |
| 3  | Байроновка         | деревня          | ↗243      | Березовское муниципальное образование           |
| 4  | Березовка          | село             | ↘770      | Березовское муниципальное образование           |
| 5  | Бирюса             | село             | ↗537      | Бирюсинское муниципальное образование           |
| 6  | Бирюсинск          | город            | ↗8632     | Бирюсинское городское поселение                 |
| 7  | Благодатское       | деревня          | →0        | Тальское муниципальное образование              |
| 8  | Борисово           | село             | ↘238      | Борисовское муниципальное образование           |
| 9  | Борок              | хутор            | ↘5        | Борисовское муниципальное образование           |
| 10 | Бузыканово         | село             | ↗347      | Бузыкановское муниципальное образование         |
| 11 | Венгерка           | посёлок          | ↗548      | Венгерское муниципальное образование            |
| 12 | Гавань             | посёлок          | →0        | Тимирязевское муниципальное образование         |
| 13 | Георгиевка         | деревня          | →10       | Тальское муниципальное образование              |
| 14 | Горевая            | посёлок ж.д. ст. | ↘250      | Тамтачетское муниципальное образование          |
| 15 | Джогино            | село             | ↘602      | Джогинское муниципальное образование            |
| 16 | Еловое             | деревня          | →5        | Половино-Черемховское муниципальное образование |
| 17 | Енисейка           | деревня          | ↘21       | Зареченское муниципальное образование           |
| 18 | Запань             | посёлок ж.д. ст. | ↘63       | Зареченское муниципальное образование           |
| 19 | Заречное           | село             | ↘330      | Зареченское муниципальное образование           |
| 20 | Зыряновка          | деревня          | →0        | Зареченское муниципальное образование           |
| 21 | Иванов Мыс         | деревня          | ↘138      | Бузыкановское муниципальное образование         |
| 22 | Ингашет            | деревня          | ↘76       | Шелеховское муниципальное образование           |
| 23 | Камышлеевка        | деревня          | ↘4        | Венгерское муниципальное образование            |
| 24 | Квиток             | рабочий посёлок  | ↘2656     | Квитокское муниципальное образование            |
| 25 | Кондратьево        | село             | ↘188      | Полинчетское муниципальное образование          |
| 26 | Коновалова         | деревня          | ↘85       | Нижнезаимское муниципальное образование         |
| 27 | Конторка           | село             | ↗154      | Половино-Черемховское муниципальное образование |
| 28 | Короленко          | село             | ↘79       | Квитокское муниципальное образование            |
| 29 | Костомарово        | посёлок ж.д. ст. | ↗74       | Борисовское муниципальное образование           |
| 30 | Малиновка          | деревня          | ↘12       | Квитокское муниципальное образование            |
| 31 | Мирный             | село             | ↘954      | Мирнинское муниципальное образование            |
| 32 | Невельская         | посёлок ж.д. ст. | ↗527      | Квитокское муниципальное образование            |
| 33 | Нижняя Гоголевка   | деревня          | ↘15       | Квитокское муниципальное образование            |
| 34 | Нижняя Заимка      | село             | ↘370      | Нижнезаимское муниципальное образование         |
| 35 | Николаевка         | село             | ↘1037     | Николаевское муниципальное образование          |
| 36 | Новобирюсинский    | рабочий посёлок  | ↘3489     | Новобирюсинское муниципальное образование       |
| 37 | Новотремино        | посёлок          | ↘168      | Джогинское муниципальное образование            |
| 38 | Новошелехова       | деревня          | ↘5        | Николаевское муниципальное образование          |
| 39 | Новый Акульшет     | деревня          | ↘195      | Березовское муниципальное образование           |
| 40 | Облепиха           | посёлок ж.д. ст. | ↘231      | Разгонское муниципальное образование            |
| 41 | Парижская Коммуна  | деревня          | ↗212      | Старо-Акульшетское муниципальное образование    |
| 42 | Пея                | посёлок          | ↘232      | Мирнинское муниципальное образование            |
| 43 | Покровка           | деревня          | ↘48       | Рождественское муниципальное образование        |
| 44 | Полинчет           | посёлок          | ↘314      | Полинчетское муниципальное образование          |
| 45 | Половино-Черемхово | село             | ↘741      | Половино-Черемховское муниципальное образование |
| 46 | Пуляева            | деревня          | ↗535      | Борисовское муниципальное образование           |
| 47 | Разгон             | посёлок ж.д. ст. | ↘366      | Разгонское муниципальное образование            |
| 48 | Рождественка       | село             | ↘439      | Рождественское муниципальное образование        |
| 49 | Рыбинск            | деревня          | →5        | Борисовское муниципальное образование           |
| 50 | Саранчет 1-й       | село             | ↘117      | Венгерское муниципальное образование            |
| 51 | Саранчет 2-й       | посёлок ж.д. ст. | ↘111      | Венгерское муниципальное образование            |
| 52 | Сафроновка         | деревня          | ↘187      | Тимирязевское муниципальное образование         |
| 53 | Серафимовка        | деревня          | ↗2        | Березовское муниципальное образование           |
| 54 | Сергина            | деревня          | ↘592      | Шелеховское муниципальное образование           |
| 55 | Сереброво          | посёлок          | ↘229      | Соляновское муниципальное образование           |
| 56 | Синякина           | деревня          | ↗49       | Нижнезаимское муниципальное образование         |
| 57 | Соляная            | посёлок          | ↘868      | Соляновское муниципальное образование           |
| 58 | Старошелехова      | деревня          | ↘127      | Шелеховское муниципальное образование           |
| 59 | Старый Акульшет    | село             | ↗875      | Старо-Акульшетское муниципальное образование    |
| 60 | Тайшет             | город            | ↗34 491   | Тайшетское городское поселение                  |
| 61 | Талая              | село             | ↘388      | Тальское муниципальное образование              |
| 62 | Тамтачет           | посёлок ж.д. ст. | ↘1732     | Тамтачетское муниципальное образование          |
| 63 | Тимирязева         | деревня          | ↘245      | Тимирязевское муниципальное образование         |
| 64 | Топорок            | посёлок ж.д. ст. | ↗42       | Квитокское муниципальное образование            |
| 65 | Точильный          | посёлок          | ↘16       | Половино-Черемховское муниципальное образование |
| 66 | Тракт-Кавказ       | деревня          | →32       | Шиткинское муниципальное образование            |
| 67 | Тракт-Ужет         | деревня          | ↘39       | Шиткинское муниципальное образование            |
| 68 | Тремина            | деревня          | ↘416      | Джогинское муниципальное образование            |
| 69 | Троицк             | деревня          | ↘124      | Зареченское муниципальное образование           |
| 70 | Туманшет           | деревня          | ↘35       | Венгерское муниципальное образование            |
| 71 | Туманшет           | посёлок ж.д. ст. | →0        | Зареченское муниципальное образование           |
| 72 | Черемшанка         | деревня          | →11       | Половино-Черемховское муниципальное образование |
| 73 | Черманчет          | посёлок ж.д. ст. | ↘46       | Мирнинское муниципальное образование            |
| 74 | Черчет             | село             | ↘360      | Черчетское муниципальное образование            |
| 75 | Шевченко           | деревня          | →35       | Квитокское муниципальное образование            |
| 76 | Шелаево            | село             | ↘646      | Шелаевское муниципальное образование            |
| 77 | Шелехово           | село             | ↘932      | Шелеховское муниципальное образование           |
| 78 | Шемякина           | деревня          | →4        | Бузыкановское муниципальное образование         |
| 79 | Шиткино            | рабочий посёлок  | ↘1574     | Шиткинское муниципальное образование            |
| 80 | Юрты               | рабочий посёлок  | ↘5090     | Юртинское муниципальное образование             |
| 81 | Яковская           | деревня          | →2        | Шиткинское муниципальное образование            |

### Упразднённые населённые пункты
- деревни Глинка, Новониколаевка, участок Еловский, блок-пост Венгерка (декабрь 2004 года[28])
- деревня Патриха (октябрь 2005 года[24])
- посёлок Колтоши (2017 г.)
- село Еланка, посёлки Брусово, Екунчет и деревня Пойма (март 2019 года[29])
- январь 2025 года — участок Тинская Дача и посёлок Урало-Ключи[30].
- Остров — исчезнувшая деревня, затоплена после строительства ГЭС на реке Ангара[31].

## Местное самоуправление
Дума Тайшетского района III созыва
Дата избрания: 13.09.2020. Срок полномочий: 5 лет.
Председатели
- Пискун Евгений Александрович
- Астафьев Александр Никитович

Главы Тайшетского района
- Кузин Александр Сергеевич. Дата избрания: 08.09.2024. Срок полномочий: 5 лет.

## Экономика
Основные предприятия промышленности:
- У 235/25,
- У 235/14,
- ЗАО «Юртинсклес»
- ООО «Труд»
- ООО «Талинга»
- ОАО «Алюком-Тайшет»
- ООО «СМП-621»

Основные сельхозпредприятия :
- ООО «Шелеховское»
- ООО « Конторка»
- Подсобное хозяйство У 235/25
- ООО «Новая заря»
- ООО «Нива»

## Транспорт
Район находится в узле важнейших для Восточной Сибири железных дорог — Транссибирской магистрали (Транссиба), линии Тайшет — Братск — Лена (БАМа). Через территорию района проходит также железная дорога Решёты — Карабула, федеральная магистральная автодорога М53 Новосибирск — Иркутск (Московский тракт) и автодорога Тайшет — Чуна — Братск (главная территориальная дорога IV—V категорий).
Наиболее выгодным положением отличается центр района — г. Тайшет, находящийся на пересечении всех указанных важнейших путей вблизи крупной реки Бирюсы. Центральная часть территории расположена в зоне интенсивного освоения и заселения и имеет удобные коммуникации для связи с ближайшими крупными городами (расстояние по железной дороге до областного центра Иркутска составляет 668 км, до Абакана — 647 км, до Красноярска — 418 км, до Братска — 315 км).

## Социальная сфера
В районе функционирует 66 школ, в которых обучается 10866 учащихся, специальная школа-интернат (132 воспитанника), 42 дошкольных учреждения (2961 воспитанник).

## Здравоохранение
Здравоохранение в районе обеспечивают 6 больничных учреждений, 6 участковых больниц, 1 станция скорой помощи и 41 фельдшерско-акушерский пункт.
Имеются 49 учреждений культурно-досугового типа, 36 библиотек, 6 детских музыкальных школ, 2 музея.

## Экология
Запланировано развитие производства древесного угля, небезопасное в экологическом отношении.